# Pavetta teitana
Pavetta teitana är en måreväxtart som beskrevs av Karl Moritz Schumann. Pavetta teitana ingår i släktet Pavetta och familjen måreväxter.
Artens utbredningsområde är Kenya. Inga underarter finns listade i Catalogue of Life.